# Адамович Сергій Васильович
Сергій Васильович Адамович (нар. 4 жовтня 1976, смт Рожнятів, Івано-Франківська область) — український науковець та викладач. Депутат Івано-Франківської обласної ради VI—VII скликання. У 2014 р. заступник голови Івано-Франківської обласної державної адміністрації. Один з укладачів регіональних обласних комплексних програм – «Відродження Галича як давньої столиці України», «Відзначення в області 100-річчя створення Західноукраїнської Народної Республіки і 100-річчя Акту Злуки Української Народної Республіки та Західноукраїнської Народної Республіки”, “Вшанування в області Року пам’яті депортацій українців у ХХ столітті”. Голова регіональної комісії з реабілітації при Івано-Франківській обласній державній адміністрації.
Координатор ГО «Поступовий гурт франківців» [Архівовано 22 грудня 2015 у Wayback Machine.]. З вересня 2020 – завідувач кафедри теорії та історії держави і права Навчально-наукового Юридичного інституту Прикарпатського національного  університету імені Василя Стефаника. Автор понад 185 наукових праць, з них 7 — одноосібних монографій:
1. Адамович С. Наддніпрянська політична еміграція в суспільно-політичному житті західноукраїнських земель (1914—1918 рр.). — Івано-Франківськ: Місто-НВ, 2003. — 148 с.
2. Адамович С. Проблема соборності у суспільно-політичному житті Галичини (1991—2004 рр.). — Івано-Франківськ: Місто НВ, 2005. — 52 с.
3. Адамович С. Донбас в супільно-політичному житті України (1991—2005 рр.). — Івано-Франківськ: Місто НВ, 2006. — 72 с.
4. Адамович С. В. Соборність та регіональний розвиток у суспільно-політичному житті незалежної України / C.В.Адамович. — Івано-Франківськ: Місто НВ, 2009. — 884 с.
5. Адамович С. Станиславів у часи лихоліть Великої війни (1914—1918 рр.) / С. Адамович. — Івано-Франківськ: Лілея-НВ, 2013. — 79 с.
6. Адамович С. На допомогу Карпатській Україні. Івано-Франківськ: Лілея НВ, 2020. 240 с.
7. Адамович С. Нереабілітована пам’ять. Ч.2. Івано-Франківськ: Лілея НВ, 2020. 136 с.

У 2015 р. історик та громадський діяч опублікував збірку публіцистики: Адамович С. Що робити з їжачком? / С.Адамович. — Івано-Франківськ: Лілея НВ, 2015. — 136 с.
У 2018 р. вийшла друком написана на основі матеріалів Галузевого державного архіву Управління Служби безпеки України в Івано-Франківській області колективна праця: Адамович С., Кобильник Р., Щербін Л. Нереабілітована пам'ять / Відповідальний редактор Сергій Адамович. — Ч.1. — Івано-Франківськ: Лілея НВ, 2017. — 208 с.
Досвід проектної діяльності:
Вересень – грудень 2020 рр. – керівник проекту від «Незвисько – переправа крізь століття» (Проєкт реалізовувався у рамках Програми підтримки ініціатив місцевих карпатських громад, яку реалізує Асоціація “Єврорегіон Карпати – Україна” в межах проєкту “Карпатська мережа регіонального розвитку” спільно з Міністерством розвитку громад і територій України, Львівською, Закарпатською, Івано-Франківською, Чернівецькою обласними державними адміністраціями та фінансувався за кошти Державного бюджету України, отриманих на фінансування Програми підтримки секторальної політики – Підтримка регіональної політики України”).
2010—2019 рр.: участь у науково-пошуковому проекті Українського інституту національної пам’яті «Українські жертви українсько-польського конфлікту в роки Другої світової війни» за травень-жовтень 2019 р.
Травень-грудень 2019 р.: керівник проекту від «Велика війна: пам'ять в Карпатах» (Асоціація «Єврорегіон Карпати – Україна», ГО «Поступовий гурт франківців»).
2018—2019 рр.: співорганізатор І та ІІ фестивалів історичної реконструкції «Галицьке лицарство».
Червень 2018 - червень 2019: один з керівників  проекту «Велика війна: поховання та історична пам'ять» (ГО «Поступовий гурт франківців», Міжнародний Вишеградський фонд).
Червень 2018 – до сьогодні: партнер в реалізації проекту зі спільно з Брошнів-Осадською об’єднаною селищною громадою проекту «Музей депортацій українців» (Асоціація «Єврорегіон Карпати – Україна»).
2017, 2019 рр.:  член команди проекту громадської організації «Інститут миру і порозуміння» та Шведського товариства миру та арбітражу при сприянні Академії імені Фольке Бернадота
2016: координатор проекту «Схід-Захід» («Велика ідея. Спільнокошт»)
2015: координатор реалізації проекту «Встановлення дитячого екомайданчика» («Майстерня клімату»)
2014—2020: керівник проектів ГО «Поступовий гурт франківців»
2006—2014: керівник проектів ГО «Галицький історико-політологічний центр»
Освіта
Повна вища‚ магістр‚ 1999‚ Прикарпатський університет імені Василя Стефаника‚ історик‚ викладач.
Кандидат історичних наук (2003), доктор історичних наук (2012); професор (2015).
Володіння мовами: українською, російською — вільно; німецькою, англійською — читає і перекладає зі словником
Підвищення кваліфікації
2020: онлайн-семінари Coursera
2017, 2019: Діалогові зустрічі  по створенню сприятливих умов соціальної та економічної інтеграції демобілізованих військових (громадська організація «Інститут миру і порозуміння» та Шведське товариств миру та арбітражу при сприянні Академії імені Фольке Бернадота 
2015-2016: Семінари з вивчення українсько-єврейської історії 20-го століття від Transhistory by Centropa (Львів, Рівне, Краків).
2011: Навчання відновних практик в українсько-швейцарському проекті Інституту миру і порозуміння (м. Київ)
Лютий 2006 р.: Українсько-канадський проект “Демократична освіта”  (м. Київ)

## Трудова діяльність
Червень — серпень 1991 — вантажник гуртово-торгової бази, смт Рожнятів Івано-Франківської області.
Червень — серпень 1992 — вантажник гуртово-торгової бази, смт Рожнятів Івано-Франківської області.
Червень — вересень 1993 — вантажник гуртово-торгової бази, смт Рожнятів Івано-Франківської області.
Вересень 1994 — липень 1999 — студент історичного факультету Прикарпатського університету імені Василя Стефаника.
Червень — вересень 1996 — експедитор ПП «МІД», смт Рожнятів Івано-Франківської області.
Жовтень 1998 — травень 1999 — вчитель історії за сумісництвом.
Вересень 1999 — червень 2000 — вчитель правознавства Івано-Франківського природничого ліцею.
Вересень 2000 — вересень 2003 — викладач кафедри гуманітарних дисциплін Прикарпатської філії Національної академії внутрішніх справ України.
Вересень 2003 — жовтень 2005 — старший викладач кафедри теорії та історії держави і права Прикарпатського університету імені Василя Стефаника.
Жовтень 2005 — лютий 2011 — доцент кафедри теорії та історії держави і права юридичного інституту Прикарпатського університету імені Василя Стефаника.
Грудень 2012 — квітень 2013 — професор кафедри теорії та історії держави і права юридичного інституту Прикарпатського університету імені Василя Стефаника.
Квітень 2013 — квітень 2014 — професор кафедри теорії та історії держави і права юридичного інституту Прикарпатського університету імені Василя Стефаника.
Квітень-грудень 2014  — заступник голови — керівник апарату Івано-Франківської обласної державної адміністрації
Грудень 2014 – вересень 2019 – професор кафедри теорії та історії держави і права Навчально-наукового юридичного інституту Прикарпатського національного  університету імені Василя Стефаника
Вересень 2019 – березень 2020 – заступник директора Навчально-наукового Юридичного інституту Прикарпатського національного університету імені Василя Стефаника
Березень 2020 – серпень 2020 – професор кафедри теорії та історії держави і права Навчально-наукового Юридичного інституту Прикарпатського національного  університету імені Василя Стефаника
З вересня 2020 – завідувач кафедри теорії та історії держави і права Навчально-наукового Юридичного інституту Прикарпатського національного  університету імені Василя Стефаника